# Обикновена челядинка
Обикновената челядинка (Marasmius oreades) (също наричана челадинка, джунджулка, гвоздейка, гливичка и кокошинка) е вид базидиева гъба често срещана в трева по пасища, поляни, ниви и градини. Среща се в България както и в Европа и Северна Америка и навсякъде е ценена ядлива гъба. Лесно се разпознава и расте на същите места всяка година (стига да има достатъчно влажност) и то на големи групи. Някои групи се разширяват толкова, че формират тъй наричаните „самодивски кръгове“.
Гъбата се търгува прясна, сушена и маринована.

## Характерни белези
- Гугла:

Оцветяването варира според влажността. В сухи условия цветът е бледо кремав и потъмнява с увеличаване наличието на влага до бледо кафяв. Често има вариации между цветът в центъра и този в околностите особено в мокри обстоятелства. Центърът е под формата на пъпка в плоските, развити гугли. Формата на младите гъби е звънчевидна. Максималният диаметър е от 5 до 6 см.
- Месо:

Месото е бяло и понякога прогризано от ларви. Има приятен вкус.
- Пластинки:

Пластинките са бели или кремави на цвят. Не са свързани към стъблото и са сравнително крехки. Разположени са далече една от друга.
- Споров прашец:

Бял. Спорите са елиптични.
- Пънче:

Бяло или с цвят, наподобяващ този на гуглата. Дълго и жилаво; не е годно за консумация освен при младите плодни тела. Когато има инфестация от ларви, то е кухо и слабо. Дължината варира от 4 до 7 или 8 см. Обикновено във висока трева челядинките имат дълги стъбла.

## Двойници
Срещат се два подобни вида в същата естествена среда:
- Clitocybe dealbata
- Clitocybe rivulosa

И двата вида са силно отровни, което потвърждава че беритбата на челядинки и всякакви други безопасни на вид гъби е изключително опасна.
C. dealbata е по-бледа от челядинката докато C. rivulosa е по-кафеникава. Пластинките на двата вида (както и на всички други членове на род Clitocybe) са сраснали със стъблото и се спускат надолу по него. Гуглите им са вдлъбнати в центъра на мястото на пъпката при челядинката.
- Marasmius collinus – токсичен! Абсолютен двойник, приликата е поразителна!